# St. Peter (Minnesota)
St. Peter – miasto w Stanach Zjednoczonych, w stanie Minnesota, siedziba administracyjna hrabstwa Nicollet.